# 滝崎成樹
滝崎 成樹（たきざき しげき、1962年8月18日 - ）は、日本の外交官。外務省アジア大洋州局長、内閣官房副長官補兼国家安全保障局次長を経て、内閣官房内閣審議官兼TPP政府対策本部首席交渉官。

## 経歴・人物
茨城県出身。茨城県立水戸第一高等学校を経て、1984年外務公務員採用上級試験合格。1985年東京大学法学部第2類（公法コース）卒業、外務省入省。経済局、在外研修（米国）を経て、1992年外務省条約局国際協定課課長補佐。1996年在パキスタン日本国大使館一等書記官。在英国日本国大使館勤務、外務副大臣秘書官事務取扱等を経て、2003年外務省アジア大洋州局南東アジア第二課長。2006年外務省総合外交政策局国連政策課長。
2008年外務省大臣官房中曽根弘文外務大臣秘書官事務取扱。2009年外務省総合外交政策局安全保障政策課長。2010年在アメリカ合衆国日本国大使館公使（広報文化班）。2011年外務省大臣官房人事課長。2014年外務省大臣官房参事官兼アジア大洋州局、アジア大洋州局南部アジア部。
2015年外務省大臣官房参事官兼大臣官房（伊勢志摩サミット・広島外相会合準備事務局長）、経済局。2016年外務省大臣官房審議官兼アジア大洋州局、アジア大洋州局南部アジア部。2017年外務省アジア大洋州局南部アジア部長。2019年外務省アジア大洋州局長。2020年内閣官房副長官補兼国家安全保障局次長。2022年外務省大臣官房兼内閣官房副長官補付内閣審議官兼TPP政府対策本部首席交渉官代理。同年内閣官房副長官補付内閣審議官兼TPP政府対策本部首席交渉官。
両親や祖父母が愛知県豊橋市の出身であることから中日ドラゴンズのファンであることを公言している。

## 資格
- 2004年 サッカー3級審判員[13]
- 2005年 日本サッカー協会指導者ライセンスD級コーチ[13]

## 同期
- 相木俊宏（21年タジキスタン大使）
- 磯俣秋男（24年スリランカ大使・21年アラブ首長国連邦大使）
- 市川とみ子（23年軍縮会議代表部大使）
- 伊藤恭子（23年チリ大使・20年エチオピア大使）
- 稲垣久生（23年トンガ大使）
- 大菅岳史（22年チュニジア大使・19年国連次席大使・18年外務報道官・17年アフリカ部長）
- 大森摂生（22年ボツワナ大使）
- 島田順二（21年メルボルン総領事）
- 清水信介（22年特命全権大使（アフリカ開発会議（TICAD）担当兼アフリカの角地域関連担当、国連安保理改革担当、安保理非常任理事国選挙担当）・18年チュニジア大使）
- 鈴木秀生（24年特命全権大使（広報外交担当兼国際保健担当、メコン協力担当）・20年チェコ大使・19年国際協力局長・17年地球規模課題審議官）
- 鈴木浩（22年インド大使・20年外務審議官・12年内閣総理大臣秘書官）
- 鈴木亮太郎（21年アイスランド大使）
- 竹内一之（22年ザンビア大使）
- 垂秀夫（20年中国大使・19年官房長）
- 中前隆博（22年スペイン大使・19年アルゼンチン大使・17年中南米局長）
- 橋本尚文（22年特命全権大使（人権担当兼国際平和貢献担当）・20沖縄大使・18年イラク大使）
- 福島秀夫（21年パナマ大使・18年ヒューストン総領事）
- 前田徹（21年ブルネイ大使）
- 三澤康（25年関西担当大使・22年タンザニア大使）
- 水嶋光一（21年イスラエル大使・19年領事局長）
- 水越英明（24年スウェーデン大使・21年スリランカ大使・20年国際情報統括官）
- 武藤顕（23年ロシア大使・22年外務省研修所長）
- 森美樹夫（23年ニューヨーク総領事・21年領事局長）
- 山元毅（23年ペルー大使・19年グアテマラ大使・17年東京都外務長）